# 최탁 (고려)
최탁(崔卓, ? ~ 1126년 음력 2월 26일)은 고려 중기의 무신이다. 본관은 통천(通川)이고, 조부는 감찰어사와 중서좌상시를 지낸 최경현이고 통천 최씨의 시조이다. 부친은 도첨의시중을 지낸 최우순이다.
관직은 산원동정과 좌우위중랑장을 거쳤으며, 윤관의 여진 정벌시에는 부사(副使)로 참전하였다. 이후에도 여러 벼슬을 거쳤으며 인종 즉위년인 1122년에는 호부상서에 올랐다.
1126년(인조 4년)에 상장군으로 있으면서 이자겸(李資謙)이 자신을 지군국사(知軍國事)라 칭하며 국정을 문란하게 하자 인종이 내시지후 김찬, 내시녹사 안보린, 동지추밀원사 지녹연(智祿延)에게 이자겸·척준경(拓俊京) 등을 주살할 것을 명하자 상장군(上將軍) 오탁(吳卓)과 대장군(大將軍) 권수(權秀), 장군(將軍) 고석(高碩) 등과 더불어 거사하여 척준경의 아우인 병부상서(兵部尙書) 척준신(拓俊臣)과 척준경의 아들인 내시(內侍) 척순(拓純)을 죽였으나, 이자겸·척준경 일파의 반격으로 실패하여 죽임을 당하였다.
<<고려사>>의 기록에는 이자겸과 척준경을 반목하게 하는 계책을 내어 난을 평정하게 한 공이 있다하여 당시 의관이었던 최사전이 공신에 책록되었고, 척준경 또한 비록 역적이나 이자겸을 제거한 공을 인정하여 말년에 귀양에서 풀려나 벼슬을 받은 점으로 보면 이들을 제거하기 위해 거사를 도모하고 참여한 인물들이 이자겸과 척준경의 제거 이후 신원이 되고 공신으로 책록되었을 가능성도 있으나 고려의 기록이 부실하여 확인할 수가 없다.

## 후손
- 최록
- 최운해
- 최윤덕
- 최윤온
- 최립

## 같이 보기
- 고려 인종
- 이자겸
- 척준경
- 윤관
- 여진 정벌
- 동북9성